# Госиевский, Владислав
Владислав Госиевский (пол. Władysław Gosiewski; 8 июня 1844, с. Хонятин (ныне гмина (волость) Долхобычув Хрубешувский повят, Люблинское воеводство в Польше) — 16 апреля 1911, г. Воломин) — польский математик, физик, философ и логик. Член-корреспондент Польской академии знаний (1891).

## Биография
Выпускник физико-математического факультета Варшавской главной школы. Продолжил обучение в Сорбонне. Затем работал преподавателем математики III русской классической гимназии в Варшаве, столичных реальных училищ и экономической школы Кроненберга.
С 1888 г. — соредактор издания «Физико-математические работы».
В 1907 году — один из членов-основателей Варшавского научного общества.

## Научная деятельность
Научные работы Владислава Госиевского относятся к области теории вероятности и её применения в физике, а также теоретической физики.
В своей книге «Лекции по молекулярной механике» (1873) представил теорию приводящую физику к механике построения материальных систем. Разделил физику на аналитическую и молекулярную. Первым в Польше использовал теорию вероятностей в термодинамике. Изучал вероятность случайных ошибок. В книге «Принципы вероятностей» (1906) дал доказательство теоремы, противоположной теореме Бернулли. В области логики, ему принадлежит ряд работ по теории индуктивного метода.